# Reina Miyauchi
Reina Miyauchi (宮内玲奈, Miyauchi Reina, née le 6 janvier 1978 à Okinawa, Japon), plus connue sous son nom de scène Reina, est une chanteuse japonaise, occasionnellement actrice. 

## Biographie
Reina Miyauchi débute en 1994 en rejoignant le groupe d'idoles japonaises Super Monkey's avec Namie Amuro, avant de former le groupe MAX quelques mois plus tard avec trois autres membres du groupe, Mina, Nana, et Lina. Elle connait le succès avec MAX, et joue dans quelques films et drama avec le groupe. 
En mai 2011, elle annonce son mariage et sa grossesse, et se retire provisoirement du groupe qui continue en trio.

## Filmographie
Films
- 1996 : Ladie's MAX
- 1997 : Ladie's MAX: Give me a Shake
- 2001 : Starlight

Drama
- 1998 : Sweet Devil
- 2007 : Churusan 4

## Photobooks
- REINA Strawberry (2002)
- R-017 (2007)